# La Pantera Rosa
La Pantera Rosa (The Pink Panther) è una serie cinematografica di undici film incentrati sul personaggio dell'ispettore Clouseau.
Ispirati ai titoli di testa del primo film della serie venne realizzata una serie di cortometraggi animati incentrati sull'omonimo personaggio che vi era esordito, ideato nel 1963 da Isadore "Friz" Freleng; seguirono anche varie serie animate televisive e videogiochi oltre a un vasto merchandising ispirato al personaggio.

## Trama
L'ispettore Clouseau, un imbranato ispettore di polizia francese in corpo alla Sûreté di Parigi, ha a che fare di volta in volta con furti o delitti e deve risolvere il caso affidandosi al proprio istinto, che lo porta a deduzioni che lasciano tutti sconcertati, ma che lo conducono inevitabilmente alla conclusione corretta.
Nel primo film, La Pantera Rosa, Clouseau affronta un misterioso ladro internazionale, che lascia sempre sul luogo dei propri misfatti un guanto con il monogramma "P" (iniziale di Phantom, "Primula" nella versione in italiano), che egli identifica con Sir Charles Lytton (interpretato da David Niven) e del quale deve sventare il furto del celebre diamante Pantera Rosa di proprietà della principessa Dala (interpretata da Claudia Cardinale). Nel secondo film, Uno sparo nel buio, si trova a dover risolvere una serie di delitti di cui in apparenza sembra colpevole la cameriera Maria Gambrelli. Nel terzo film, L'infallibile ispettore Clouseau?, l'ispettore viene chiamato a Londra per indagare su di un'organizzazione criminale che mette in atto una serie di rapine in Svizzera mascherandosi dallo stesso Clouseau.
Nel quarto episodio, La Pantera Rosa colpisce ancora, torna a indagare sul furto della Pantera Rosa, ora di proprietà del governo del Lugash, fronteggiando nuovamente Sir Charles Lytton. Il quinto film, La Pantera Rosa sfida l'ispettore Clouseau, vede invece l'ispettore capo Charles Dreyfus, ossessivamente perseguitato dall'idea di eliminare Clouseau, allearsi con dei criminali così da mettere in atto un piano per uccidere il suo sottoposto. Nel sesto capitolo della serie, La vendetta della Pantera Rosa, l'ispettore viene fatto oggetto di attentati da parte del trafficante di droga francese Philippe Douvier e finge la propria morte così da poter meglio indagare sul mandante.
Nel settimo film, Sulle orme della Pantera Rosa, Clouseau è chiamato a indagare su un nuovo furto della Pantera Rosa, ma durante il suo viaggio che lo porta nel Lugash l'aereo scompare, lasciando credere a tutti che sia morto. Nell'ottavo capitolo, Pantera Rosa - Il mistero Clouseau, scopriamo che Clouseau non era morto ma, alleatosi a Marie Jouvet, la vera responsabile del furto del diamante, si è sottoposto a una plastica così da assumere le fattezze di Roger Moore.
Nel nono capitolo, Il figlio della Pantera Rosa, viene chiamato a indagare sul rapimento della figlia di un re arabo il figlio illegittimo di Clouseau, Jacques Gambrelli, avuto dall'ispettore con Maria Gambrelli.

## Produzione
La Pantera Rosa è un prezioso diamante rubato nel primo film e, per antonomasia, identifica l'intera serie di film diretti quasi sempre da Blake Edwards e interpretati da Peter Sellers nel ruolo dell'ispettore Clouseau.
Il primo film della serie aveva come titoli di testa una sequenza animata creata da DePatie-Freleng in cui compare per la prima volta il personaggio della Pantera Rosa, con il brano jazz Pink Panther Theme di Henry Mancini come colonna sonora.
La serie originale è composta da nove film, otto dei quali diretti da Blake Edwards e in cinque l'ispettore Clouseau è interpretato da Peter Sellers (il terzo film, apocrifo, diretto da Bud Yorkin, è interpretato da Alan Arkin), il quale aveva iniziato a girare anche il settimo film ma morì dopo aver girato poche scene e il film fu finito montando spezzoni dei precedenti capitoli. La serie venne continuata con il ritorno di altri personaggi del primo film del 1963. Nell'ottavo capitolo David Niven (che non riuscì nemmeno lui a completare il doppiaggio del film, causa decesso) e Capucine, rispettivamente nei panni del ladro "The Phantom" e di Simone, moglie dell'Ispettore Clouseau.
Il nono e ultimo film della serie, girato dieci anni dopo, vede il ritorno di Claudia Cardinale, che tuttavia non impersona più Dala, la principessa del Lugash proprietaria della Pantera Rosa, ma Maria Gambrelli (parte che in Uno sparo nel buio, secondo capitolo della saga, era interpretata da Elke Sommer), madre del gendarme Jacques Gambrelli, figlio dell'ispettore Clouseau, interpretato da Roberto Benigni.
Nel 2006 Shawn Levy dirige il primo di due reboot della serie, La Pantera Rosa (The Pink Panther), in cui l'ispettore Clouseau viene interpretato da Steve Martin. Nel 2009 viene distribuito il sequel di questo film, sempre con Clouseau interpretato da Martin, diretto da Harald Zwart.

## Personaggi
- Jacques Clouseau (Peter Sellers, Alan Arkin, Roger Moore, Steve Martin): un imbranato ispettore di polizia francese in corpo alla Sûreté di Parigi.
- Charles Dreyfus (Herbert Lom, Kevin Kline, John Cleese): l'ispettore capo della polizia francese, diretto superiore di Clouseau, ossessionato dall'idea di eliminarlo fisicamente.
- Sir Charles Lytton (David Niven, Christopher Plummer): un ricco inglese che ha come passatempo quello di compiere furti di gioielli utilizzando lo pseudonimo "Phantom" e firmando i suoi crimini con un guanto bianco con il monogramma "P".
- Principessa Dala (Claudia Cardinale): figlia del sovrano spodestato dello stato mediorientale del Lugash, è inizialmente la proprietaria del celebre diamante Pantera Rosa.
- Simone Clouseau (Capucine): moglie adultera dell'ispettore Clouseau che prima lo tradisce e infine lo abbandona per sposarsi con Sir Charles Lytton, di cui è da sempre complice nei furti.
- Maria Gambrelli (Elke Sommer, Claudia Cardinale): sospettata di omicidi, viene scagionata da Clouseau che se ne innamora e con la quale ha un figlio illegittimo, Jacques Gambrelli.
- Jacques Gambrelli (Roberto Benigni): figlio illegittimo di Clouseau, dal quale ha ereditato l'innata disastrosa capacità di risolvere le indagini affidandosi al proprio catastrofico intuito.

## Filmografia

### Cinema

#### Serie originale
- La Pantera Rosa (The Pink Panther) di Blake Edwards (1963), con Peter Sellers
- Uno sparo nel buio (A Shot in the Dark) di Blake Edwards (1964), con Peter Sellers
- La Pantera Rosa colpisce ancora (The Return of the Pink Panther) di Blake Edwards (1975), con Peter Sellers
- La Pantera Rosa sfida l'ispettore Clouseau (The Pink Panther Strikes Again) di Blake Edwards (1976), con Peter Sellers
- La vendetta della Pantera Rosa (Revenge of the Pink Panther) di Blake Edwards (1978), con Peter Sellers
- Sulle orme della Pantera Rosa (Trail of the Pink Panther) di Blake Edwards (1982), con Peter Sellers (immagini di repertorio)
- Pantera Rosa - Il mistero Clouseau (Curse of the Pink Panther) di Blake Edwards (1983) con Roger Moore
- Il figlio della Pantera Rosa (Son of the Pink Panther) di Blake Edwards (1993), con Roberto Benigni

#### Sequel apocrifo
- L'infallibile ispettore Clouseau? (Inspector Clouseau) di Bud Yorkin (1968), con Alan Arkin

#### Reboot
- La Pantera Rosa (The Pink Panther) regia di Shawn Levy (2006), con Steve Martin
- La Pantera Rosa 2 (The Pink Panther 2) regia di Harald Zwart (2009), con Steve Martin

### Televisione
- Cortometraggi della Pantera Rosa (1964-1980)
- L'ispettore (1965-1969)
- I figli della Pantera Rosa (1984-1985)
- La Pantera Rosa (1993-1996)
- La Pantera Rosa & Co. (2010)

## Videogiochi
- Pink Panther (1988)
- Pink Goes to Hollywood (1993)
- La Pantera Rosa in: Passaporto per il pericolo (1996)
- La Pantera Rosa in: Abracadabra (1998)
- Pink Panther: Pinkadelik Pursuit (2002)